# リチャード・バトラー (第5代準男爵)
第5代準男爵サー・リチャード・バトラー（英語: Sir Richard Butler, 5th Baronet、1699年 – 1771年11月25日）は、アイルランド王国の政治家。1730年から1760年までアイルランド庶民院議員を務めた。

## 生涯
ジェームズ・バトラー（James Butler、1720年と1723年の間に没、第3代準男爵サー・トマス・バトラーの次男）と妻フランシス（Frances、旧姓アブニー（Abney）、サー・エドワード・アブニーの娘）の息子として、1699年に生まれた。
1730年から1760年までカーロウ・カウンティ選挙区の代表としてアイルランド庶民院議員を務めた。1732年4月17日に伯父ピアースが死去すると、準男爵位を継承した。
1771年11月25日に死去、息子トマスが準男爵位を継承した。

## 家族
1728年、ヘンリエッタ・パーシー（Henrietta Percy、1794年1月14日没、ヘンリー・パーシーの娘）と結婚、4男4女をもうけた。
- トマス（1735年 – 1772年10月7日[5]） - 第6代準男爵、アイルランド庶民院議員
- ジェームズ - アイルランド第1乗馬連隊（英語版）（1st (Irish) Regiment of Horse）の大尉、生涯未婚[4]
- ピアス（1744年7月11日 – 1822年2月15日） - 1758年にイギリス陸軍の士官として渡米、アメリカ独立戦争でアメリカ側の軍人として戦い、後にサウスカロライナ州選出のアメリカ合衆国上院議員を務めた[6]
- ウィリアム・ポール（William Paul）[4]
- アン - ウィリアム・ステュアート（William Steuart）と結婚[4]
- ヘンリエッタ - ニコラス・ゴードン（Nicholas Gordon）と結婚[4]
- イリナ（Eleanor） - エドワード・ユースタス（Edward Eustace）と結婚[4]
- ジェーン - N・P・トレンチ（N. P. Trench）と結婚[4]